# Desetorica Poslanikovih ashaba
Desetorica Poslanikovih ashaba ili Desetorica ashaba kojima je za života obećan džennet naziv je za ashabe, prijatelje proroka Muhameda, koji su bili primjer pokornosti, povinovanja i predanosti Alahu, da im je prorok još za života obećao džennet (život u raju). Ashabi su inače oni koji su povjerovali u Muhamedovo poslanstvo, pomogli ga i čuvali i sačuvali njegovu vjeru. Za svoje ashabe Muhamed je govorio:
Četvorica njih, ubrajaju se u pravedne kalife i oni se smatraju najboljim među ashabima: Ebu-Bekr, Omer, Osman i Alija. I među njima prvi je Ebu-Bekr:
Slijede Omer, pa Osman, pa Alija. Ibn-Omer je rekao:  "Govorili smo dok je Poslanik bio živ: Ebu-Bekr, zatim Omer, pa Osman, pa Alija. To je saznao Alahov Poslanik i nije negirao."
Ostala šestorica koja spadaju u "desetericu kojima je obećan Džennet" su: Talha bin 'Ubejdullah, Ez-Zubejr bin El-'Avvam, Sa'd bin Ebu-Vekkas, Se'id bin Zejd, Ebu-'Ubejde 'Amir bin EI-Džerrah i 'Abdu-rrahman bin 'Avf.